# Іна (Іллінойс)
Іна (англ. Ina) — селище (англ. village) в США, в окрузі Джефферсон штату Іллінойс. Населення — 1641 особа (2020).

## Географія
Іна розташована за координатами 38°8′58″ пн. ш. 88°54′15″ зх. д. / 38.14944° пн. ш. 88.90417° зх. д. (38.149519, -88.904031).  За даними Бюро перепису населення США в 2010 році селище мало площу 6,36 км², уся площа — суходіл.

## Демографія
Згідно з переписом 2010 року, у селищі мешкало 2338 осіб у 204 домогосподарствах у складі 129 родин. Густота населення становила 368 осіб/км².  Було 222 помешкання (35/км²).
Расовий склад населення:
| - 58,7 % — білих - 35,1 % — чорних або афроамериканців - 0,3 % — корінних американців - 0,3 % — азіатів - 5,1 % — осіб інших рас |

До двох чи більше рас належало 0,5 %. Частка іспаномовних становила 9,3 % від усіх жителів.
За віковим діапазоном населення розподілялося таким чином: 5,0 % — особи молодші 18 років, 88,9 % — особи у віці 18—64 років, 6,1 % — особи у віці 65 років та старші. Медіана віку мешканця становила 37,1 року. На 100 осіб жіночої статі у селищі припадало 907,8 чоловіків;  на 100 жінок у віці від 18 років та старших — 1088,2 чоловіків також старших 18 років.
Середній дохід на одне домашнє господарство  становив 45 185 доларів США (медіана — 34 583), а середній дохід на одну сім'ю — 60 585 доларів (медіана — 45 250). За межею бідності перебувало 23,7 % осіб, у тому числі 19,4 % дітей у віці до 18 років та 7,4 % осіб у віці 65 років та старших.
Цивільне працевлаштоване населення становило 278 осіб. Основні галузі зайнятості: роздрібна торгівля — 29,1 %, освіта, охорона здоров'я та соціальна допомога — 20,1 %, виробництво — 18,7 %.